# Nosalewice
Nosalewice [pronunciación en polaco: /nɔsalɛˈvit͡sɛ/] es un pueblo ubicado en el distrito administrativo de Gmina Przedbórz, dentro del Distrito de Radomsko, Voivodato de Łódź, en Polonia central. Se encuentra aproximadamente a 5 kilómetros al noreste de Przedbórz, a 35 kilómetros al este de Radomsko, y a 82 kilómetros al sureste de la capital regional Łódź.